# Virgin Music
Virgin Music(버진 뮤직, ヴァージン ミュージック 바진 뮤짓쿠[*])는 유니버설 뮤직 공동회사(UMJ) 내의 사내 컴퍼니 레코드 레이블이다. 예전에 존재했던 일본의 음악 회사 EMI 뮤직 재팬(이하 ‘EMIJ’)의 레이블의 하나기도 했다.

## 개요
원래는 영 버진 레코드의 전액 출자로 설립된 ‘버진 재팬’이 근원이지만, 영 EMI에 의한 버진 레코드의 매수에 따라서 도시바 EMI(EMIJ의 전 회사명)에 통합됐으며, 동사의 한 레이블이 됐다(또한 이 때, 법인으로의 ‘버진 재팬’은 포니캐년이 매수했으며, 미디어 레모라스가 됐다(1997년 해산)).
또한, 일본 음악의 버진 레코드의 일본 음반 제품 번호는 ‘VJ’로 시작되지만, 본 레이블의 경우에는 통합 이전에는 ‘TO’으로 시작되고 있었다. (CD의 경우, ‘TOCT-’가 되는) 이 ‘TO’와는 도시바 EMI→EMIJ 시절의 흔적이다. 현재는 ‘TYCT’ 및 ‘UICV’로 시작된다.
J-pop으로의 섹션으로는 예전에는 Virgin Domestic(2부 형식), Virgin TOKYO, Virgin DCT(DREAMS COME TRUE의 전용 레이블)의 세 가지 레이블이 존재하고 있으며, 각 섹션마다 운영을 행하고 있었다. 2002년에 DREAMS COME TRUE의 이적을 계기로 Virgin DCT는 운영을 종료했으며, 2004년 4월 1일에 다른 3 섹션도 현재의 Virgin Music로 흡수통합됐다. 또, 그 후에도 RESERVOIR RECORDS가 설립됐지만, 2007년 10월에 본 레이블의 산하(실질적으로는 흡수통합)가 된다. 2012년, EMIJ의 친회사인 영 EMI의 음악 소프트웨어 부문이 미 유니버설 뮤직 그룹에 매수됐기 때문에 EMIJ는 2013년 3월 31일에 해산. 다음 날인 4월 1일에 UMJ의 제작부문 EMI Records Japan에 집약됐으며, Virgin Music 자체도 일단 소멸했다.
2014년 4월 15일에 유니버설 뮤직의 나락 레이블인 EMI R과 Delicious Deli Records가 통합해서 Virgin Music가 사실상 부활했다(같은 해 6월부터 패키지에 의한 제작 표기가 EMI R과 Delicious Deli Records에서 Virgin Music으로 모두 변경된다).

## 소속 음악가

### Virgin Records
- 붉은 공원(赤い公園)
- 방탄소년단
- 애시드맨
- 알피
  - 타카미자와 토시히코
- 이마이 미키
- 우타다 히카루(한 때 Foozay Music에 소속하고 있었다)
- 오자와 켄지(한 번 당시의 EMI Music Japan과의 계약이 끝났지만, 후에 재계약)
- Kimonos
- GLIM SPANKY
- GREAT3(한 번 당시의 EMI Music Japan과의 계약이 끝났지만, 후에 재계약)
- 스트레이테너
- 타카하시 유키히로
- 친자 DOPENESS
- the telephones
- 테라스는 울지 않아.(テスラは泣かない。)
- Haruka Hummingbird
- 하나에
- 볼즈
- 호테이 토모야스
- 미야비
- The Mirraz
- 벌({{{2}}})
- LEO 이마이

### Delicious Deli Records
- ABCHO
- 인피니트
- AOA
- kainatsu
- 김현중
- 크리스털 케이
- 게키단시키(劇団四季)
- 안녕하세요\(^o^)/키라린포☆하리!!!(こんにちは\(^o^)/きらりんぼ☆ハリー！！！)
- CTS
- Che'Nelle
- Scott & Rivers
- SPICY CHOCOLATE
- 뱀프스
- BEE SHUFFLE
- BOYS AND MEN
- MACO
- 린위춘

### 과거 소속했던 음악가
- EAST UP LINE STARS
- 이케가미 케이
- 이사야마 미오
- 이시미네 사토코
- 175R
- INSPi
- 우에히라 나미
- 우타마로
- Vlidge
- Electrical LOVERS
- ELECTRIC MAMA
- 오구로 마키
- 오누키 타에코
- 오타케 유키
- 오쿠무라 아이코
- 오다노 미사코
- 오니츠카 치히로
- 오노 리사
- KAME&L.N.K
- 카라시마 미도리
- geek sleep sheep
- Keyco
- COOL DRIVE
- CLIP CRHYMERZ
- GREAT ADVENTURE
- 글레이
- 코쇼쿠 진슈
- 코쿠보 준페이
- SAKURA
- Something ELse
- GQ06
- 시이나 링고 (EMI RECORDS로 이적)
- SION
- 샤이니 (EMI RECORDS로 이적)
- Jemapur
- JAMOSA
- THE★SCANTY
- SPIRAL SPIDERS
- Spinna B-ILL
- Splash Candy (Foozay Music로 이적)
- Springs
- three NATION
- 세이케 치아키
- SEX MACHINEGUNS
  - Anchang
- ZEPPET STORE
- 타카미야 마키
- 타케우치 메구미
- dustbox
- 타로
- Cheri
- Changin' My Life
- Chicken Garlic Steak
- 츠바키
- detroit7
- TWIGY
- drug store cowboy
- DREAMS COME TRUE
- 나가이도 레이치
- PERSONZ
- 하야시 아스카
- 헝그리 데이즈
- 히가시다 토모히로
- HIFANA
- 히로사와 타다시
- FoZZtone
- PHONES
- PE'Z
- PENPALS
- 호시이 나나세
- myco
- 마이너스타즈
- MACKA-CHIN
- 마키요
- 마츠다 료지
- 모리오쿠 아이
- 야이다 히토미
- 야마시타 쿠미코
- 유리 치카
- 유사 미모리
- 요시이 카즈야
- 요리코
- 래드윔프스 (EMI RECORDS로 이적)
- 러버 캐럿츠
- LUV AND RESPONSE
- ROOM

## 같이 보기
- 버진 레코드